# Baccharis articulata
Baccharis articulata é uma espécie de Baccharis. É popularmente conhecida como Carqueja-doce ou ainda carquejinha.

## Sinônimos
- Baccharis diptera Sch.Bip. ex Baker
- Conyza articulata Lam.
- Molina articulata (Lam.) Less.
- Pingraea articulata (Lam.) F. H. Hellwig
- Pingraea articulata (Lam.) F.H.Hellw.

## Usos medicinais
Antipirética e em afecções do fígado e estômago.